# Fiorenzo Magni

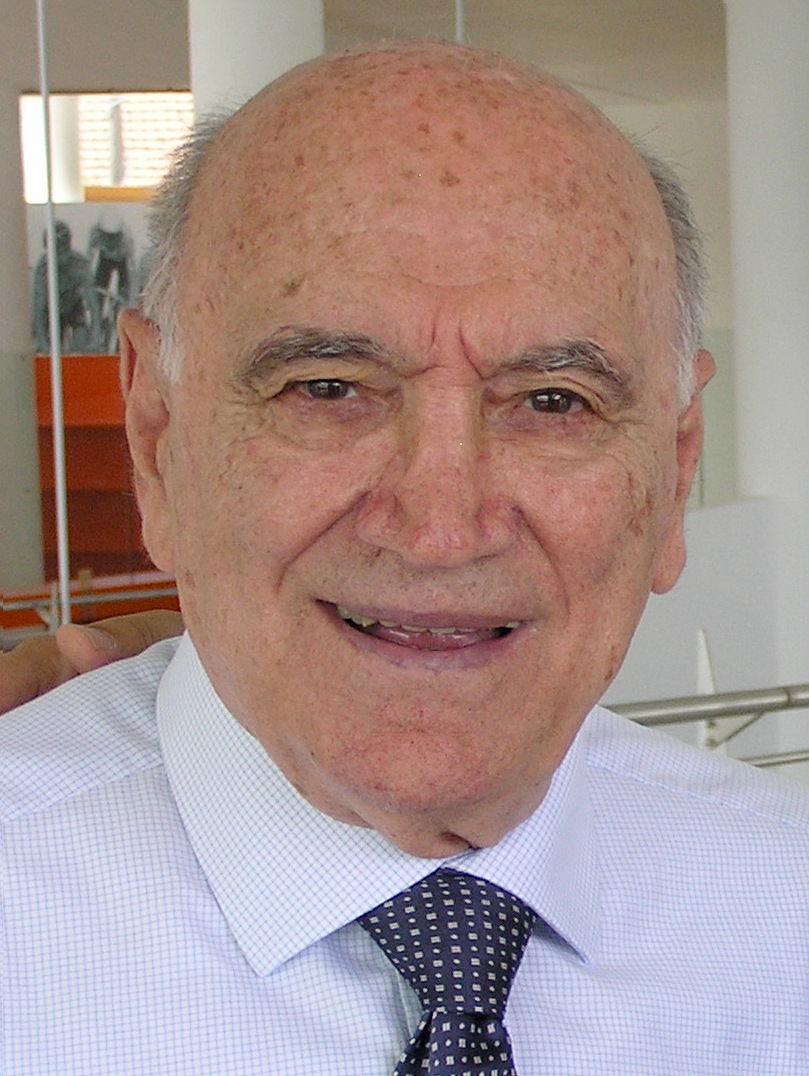
Fiorenzo Magni

Fiorenzo Magni, född 7 december 1920 i Vaiano, provinsen Prato, Toscana, död 19 oktober 2012 i Vaiano, Toscana, var en italiensk professionell tävlingscyklist som duellerade med cyklister som Fausto Coppi och Gino Bartali. Magnis främsta merit är segrarna i Giro d'Italia 1948, 1951 och 1955. Han delar också rekordet för flest antal segrar i Flandern runt med tre vinster.

## Meriter
1942
Vinnare av Giro del Piemonte
1943
Vinnare av Giro della Provincia di Milano (med Glauco Servadei)
1947
Vinnare av Tre Valli Varesine
9:a totalt i Giro d'Italia
1948
Vinnare totalt av  Giro d'Italia
Vinnare av etapp 19
1949
Vinnare av Flandern runt
Vinnare av Giro della Toscana
Vinnare av Trofeo Baracchi
6:a totalt i Tour de France
Vinnare av etapp 10
1950
Vinnare av Flandern runt
Vinnare av Trofeo Baracchi
Vinnare av etapp 8 i Tour de France
6:a totalt i Giro d'Italia
Vinnare av etapp 16
1951
Vinnare totalt av  Giro d'Italia
Vinnare av  i linjelopp vid Italienska mästerskapen i landsvägscykling
Vinnare av Flandern runt
Vinnare av Giro del Lazio
Vinnare av Giro di Romagna
Vinnare av Milano–Torino
Vinnare av Trofeo Baracchi
2:a i  i linjelopp vid Världsmästerskapen i landsvägscykling
7:a totalt i Tour de France
Vinnare av etapp 18
1952
2:a totalt i Giro d'Italia
6:a totalt i Tour de France
Vinnare av etapperna 6 och 22
Vinnare av Rom-Neapel-Rom
1953
Vinnare av  i linjelopp vid Italienska mästerskapen i landsvägscykling
Vinnare av Giro del Piemonte
Vinnare av Giro del Veneto
Tour de France
Vinnare av etapperna 9 och 22
Vinnare av Sassari–Cagliari
Vinnare av Rom-Neapel-Rom
9:a totalt i Giro d'Italia
Vinnare av etapperna 10, 16 och 21
1954
Vinnare av  i linjelopp vid Italienska mästerskapen i landsvägscykling
Vinnare av Giro della Toscana
Vinnare av Milano–Modena
6:a totalt i Giro d'Italia
1955
Vinnare totalt av  Giro d'Italia
Vinnare av etapp 2
Vuelta a España
Vinnare av  poängtävlingen
Vinnare av etapperna 7, 13 och 15
Vinnare av Giro di Romagna
Vinnare av Milano–Modena
1956
Vinnare av Giro del Piemonte
Vinnare av Giro del Lazio
2:a totalt i Giro d'Italia